# Angela Alupei
Angela Alupei, nacida Tamaş (1 de mayo de 1972, Bacău, Rumanía) es una remera rumana que ha participado en los Juegos Olímpicos

## Biografía
Comenzó a remar a los 17 años y su profesión actual es la de policía.
Junto a su compañera Constanța Burcică ganó la medalla de oro en el año 2000 y en 2004 en la especialidad para pesos ligeros. También ocuparon el primer puesto en la Copa del Mundo de Remo en dos ocasiones, Viena, Austria y en Lucerna, Suiza, mientras que en 2004 fueron segundas en Lucerna.